# Max Runge
Heinrich Max Runge (Stettino, 21 settembre 1849 – Gottinga, 27 luglio 1909) è stato un ginecologo tedesco.

## Biografia
Studiò medicina presso le università di Jena, Lipsia, Bonn e Strasburgo, dove nel 1875 conseguì il dottorato. Nel 1879 ottenne la sua abilitazione a Berlino con l'aiuto di Adolf Gusserow. Nel 1883 divenne professore di ostetricia e ginecologia presso l'Università di Dorpat e cinque anni dopo si trasferì come professore a Gottinga, dove in tre diverse occasioni servì come preside all'università.
È stato autore di libri di testo influenti su ostetricia e ginecologia. La sua ricerca comprendeva l'uso di l'acqua calda per l'atonia uterina, il trattamento della febbre puerperale, la malattia del feto, le infezioni ombelicali e la laparotomia.

## Opere principali
- Die Krankheiten der ersten Lebenstage, 1885.
- Lehrbuch der Geburtshülfe, 1891
- Lehrbuch der Gynäkologie, 1902.[3]